# 澤村田之助 (5代目)
五代目 澤村 田之助（さわむら たのすけ、新字体：沢村、1902年〈明治35年〉10月11日 - 1968年〈昭和43年〉12月3日）は、歌舞伎役者。屋号は紀伊國屋、定紋は釻菊、替紋は波に千鳥。俳名に曙山（しょざん）。本名は山中 宗次郎（やまなか そうじろう）。

## 人物
七代目澤村宗十郎の次男。兄には五代目助高屋高助、弟には八代目澤村宗十郎がいる。
東京の生まれ。明治41年（1908年）9月に三代目澤村由次郎を襲名、東京歌舞伎座の『江戸育御祭佐七』の魚屋の小僧で初舞台。大正9年（1920年）1月に帝国劇場で五代目澤村田之助を襲名し、名題に昇進。
芸は二枚目の和事や若女形などを幅広くこなす傍ら、新派の舞台に立ったり、ヨーロッパへ演劇の研究に行ったりなど、八面六臂の活躍で将来を嘱望されていた。
晩年は不遇で病気がちになる。昭和39年（1964年）に長男の四代目澤村由次郎に六代目澤村田之助を譲り、自らは澤村曙山を名乗って引退した。